# Dinocryptus nigrosignatus
Dinocryptus nigrosignatus är en stekelart som först beskrevs av Szepligeti 1916.  Dinocryptus nigrosignatus ingår i släktet Dinocryptus och familjen brokparasitsteklar. Inga underarter finns listade i Catalogue of Life.